# Neapolis (Neapel)
Neapolis (griechisch für Neue Stadt) ist der ursprüngliche Name der heutigen italienischen Großstadt Neapel.

## Geschichte
In der griechischen Mythologie entstand die Stadt genau an der Stelle, an der die Sirene Parthenope an den Strand gespült wurde, nachdem Odysseus sie zurückgewiesen hatte.
Möglicherweise gründeten griechische Siedler aus Rhodos bereits im 10. Jahrhundert v. Chr. an genau diesem Ort eine Kolonie, dies ist jedoch ungewiss und aktuelles Forschungsgebiet. Gesichert ist hingegen, dass Griechen aus Kyme (lateinisch Cumae) in der Nähe von Parthenope (später auch Palaepolis, griechisch für Alte Stadt, genannt) eine neue Stadt erbauten: Neapolis.
In der Folge schwang sich Neapolis zur vollen Blüte auf und wurde eines der führenden Wirtschaftszentren der Region. Sprache und Kultur der Griechen blieben jedoch auch weiterhin unter römischer Herrschaft erhalten und erfreuten sich in den elitären Kreisen sogar großer Beliebtheit.